# 경기지방중소벤처기업청
경기지방중소벤처기업청(京畿地方中小벤처企業廳)은 경기도 중소기업 정책의 기획·종합, 중소기업의 보호·육성, 창업·벤처기업의 지원, 대·중소기업 간 협력 및 소상공인에 대한 보호·지원에 관한 사무를 관장하는 대한민국 중소벤처기업부의 소속기관이다. 2017년 7월 26일 발족하였으며, 경기도 수원시 영통구 반달로 87에 위치하고 있다. 청장은 고위공무원단 나등급에 속하는 일반직 또는 연구직공무원으로 보한다.

## 연혁
- 1996년 2월 9일: 중소기업청 소속으로 경기지방중소기업사무소 설치.[2]
- 1998년 2월 28일: 경기지방중소기업청으로 개편.[3]
- 2017년 7월 26일: 중소벤처기업부 소속 경기지방중소벤처기업청으로 개편.[4]

## 조직

### 청장
- 창업성장지원과[5]
- 공공판로지원과[6]
- 기업환경개선과[7]
- 제품성능기술과[7]

### 소속기관
사무소
| 명칭           | 위치                      | 관할구역                                                                    |
| -------------- | ------------------------- | --------------------------------------------------------------------------- |
| 경기북부사무소 | 경기도 양주시 평화로 1215 | 고양시·구리시·남양주시·동두천시·양주시·의정부시·파주시·포천시·가평군·연천군 |